# Slavec

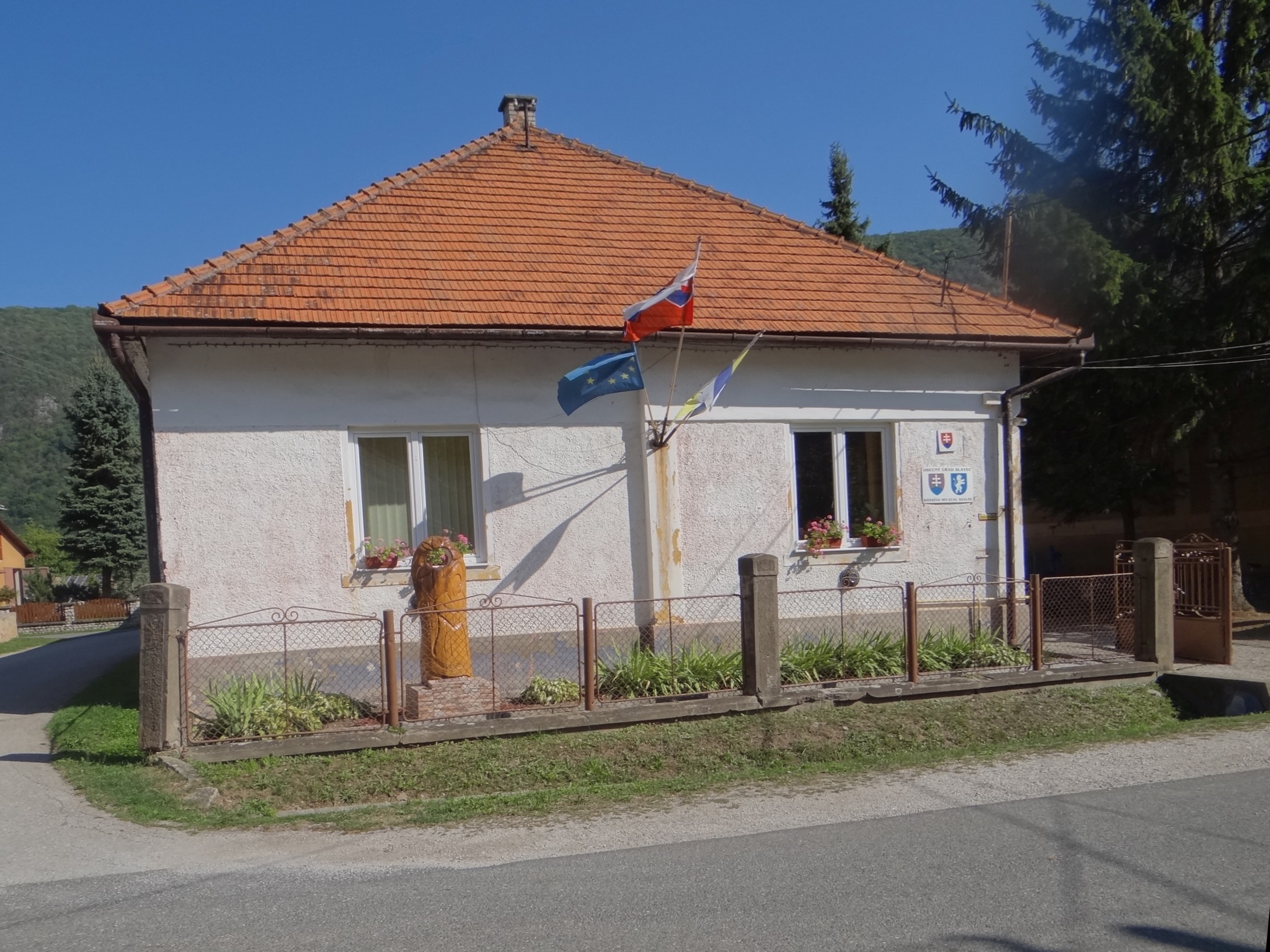

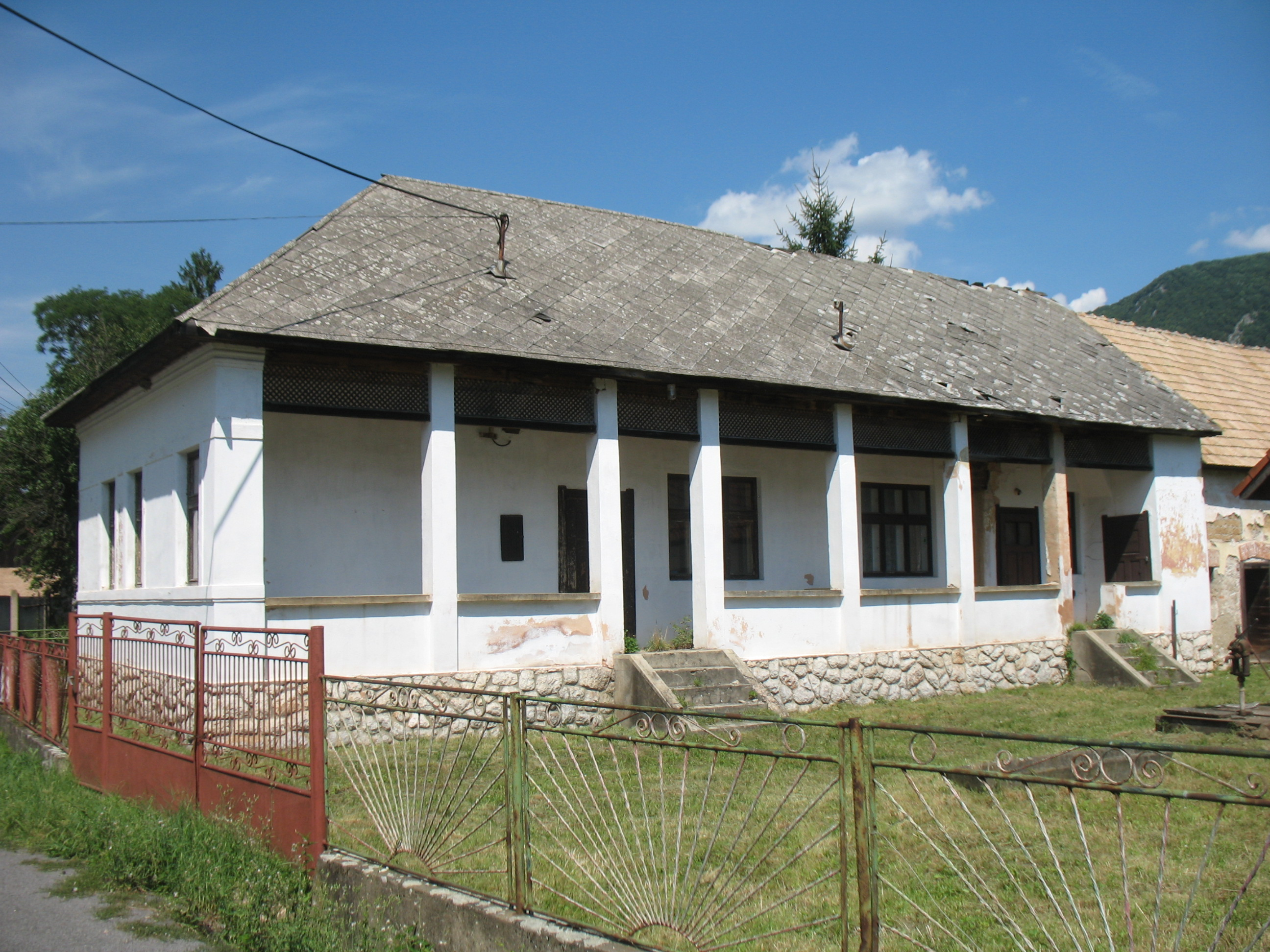

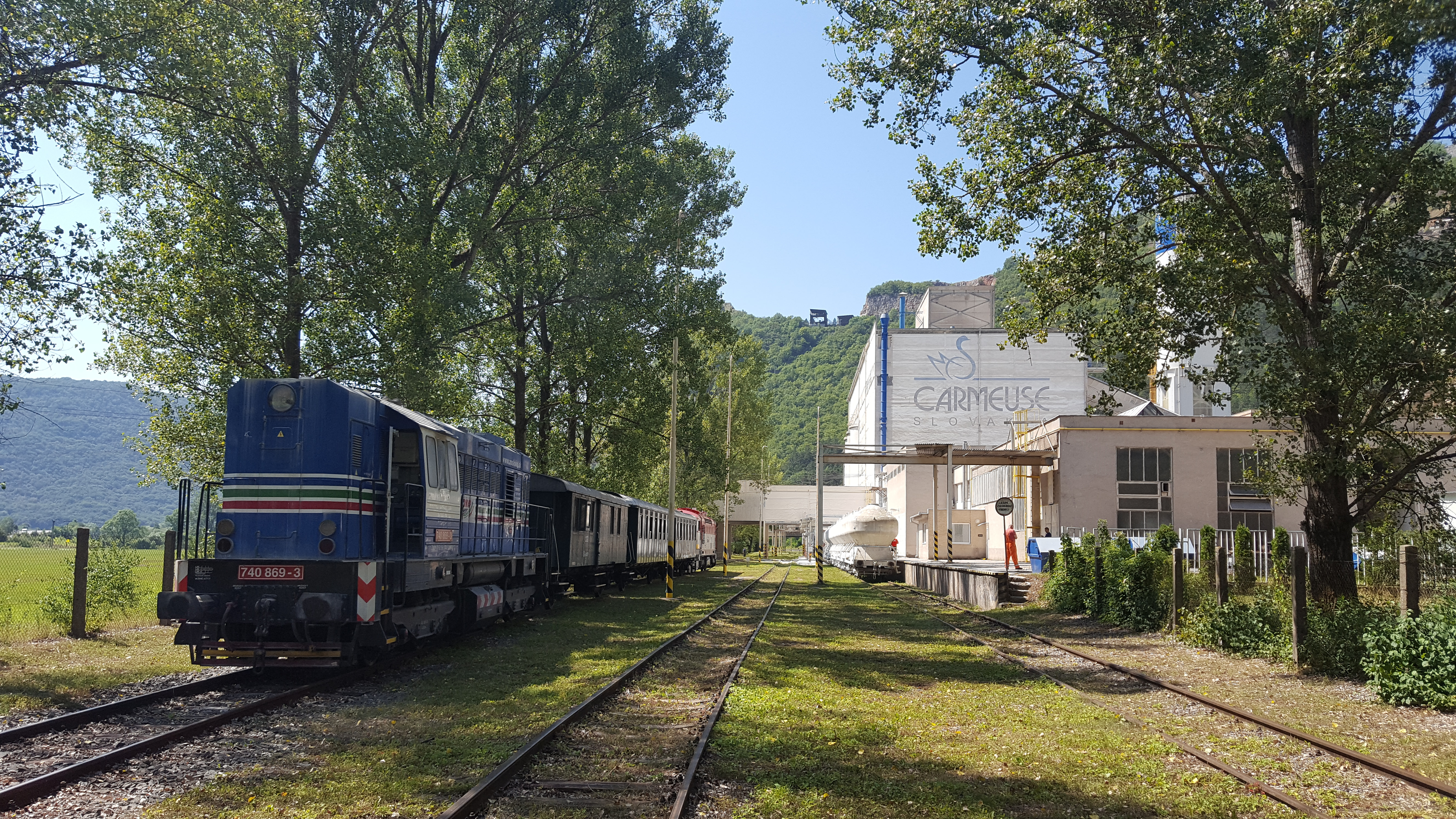

Slavec (węg. Szalóc, niem. Salotz) – wieś (obec) na Słowacji położona w kraju koszyckim, w powiecie Rożniawa.

## Położenie
Wieś leży 11 km na południowy zachód od Rożniawy w wąskiej dolinie rzeki Slanej, pomiędzy stromymi zboczami płaskowyżów Krasu Słowacko-Węgierskiego: Silickiego na wschodzie i Pleszywskiego na zachodzie
Przez miejscowość biegnie droga krajowa I klasy nr 16 na odcinku Rożniawa-Pleszywiec oraz poprowadzona równolegle do niej linia kolejowa. Na linii tej znajduje się we wsi przystanek kolejowy Slavec-jaskyňa.

## Historia
Teren dzisiejszej wsi był zamieszkiwany przez człowieka już w paleolicie, a następnie neolicie (kultura bukowogórska). Sama wieś powstała w XIII w. na terenach należących do położonego znacznie dalej na północ Brzotína. Pierwsza wzmianka o miejscowości znajduje się w dokumencie kapituły biskupiej w Egerze z roku 1243. Była ona później własnością Bebeków, a następnie przedmiotem sporów między rodami Bebeków i pochodzących ze Spisza Mariássych. Następnie we władaniu Esterházych, Andrássych i in. Część miejscowości o nazwie Gombasek (dawniej samodzielna osada) należała do 1555 r. do usytuowanego tam klasztoru paulinów, założonego przez Jerzego i Władysława Bebeków w 1371.
Mieszkańcy zajmowali się rolnictwem i hodowlą. Od czasów średniowiecza wypalali też węgiel drzewny na potrzeby rożniawskich hut. Część z nich pracowała później w folwarkach i manufakturach Andrássych. W XIX w. działała we wsi hamernia napędzana wodami Slanej, w której przekuwano żelazo z hut w rejonie Rożniawy. Obecnie działa tu wielki kamieniołom, wykorzystujący wapienie wydobywane ze stoków Płaskowyżu Pleszywskiego, oraz wapienniki.
W 1961 r. w granice Slavca włączono położoną ok. 7 km w dół doliny Slanej wieś Vidová, a następnie położoną u zachodnich podnóży Płaskowyżu Silickiego osadę Gombasek, w której znajdują się m. in. Jaskinia Gombasecka i Białe Wywierzysko.

## Demografia
Według danych z dnia 31 grudnia 2016, wieś zamieszkiwały 463 osoby, w tym 228 kobiet i 235 mężczyzn.
W 2001 roku rozkład populacji względem narodowości i przynależności etnicznej wyglądał następująco:
- Słowacy – 29,31%
- Czesi – 0,43%
- Romowie – 5,82%
- Ukraińcy – 0,65%
- Węgrzy – 62,72%

Ze względu na wyznawaną religię struktura mieszkańców kształtowała się w 2001 roku następująco:
- Katolicy rzymscy – 23,49%
- Grekokatolicy – 0,86%
- Ewangelicy – 3,88%
- Ateiści – 22,84%
- Przedstawiciele innych wyznań – 0,22%
- Nie podano – 1,94%

## Zabytki
- Kościół ewangelicki, pierwotnie katolicki. Murowany, gotycki, przebudowany w 1801 r. Malowany, kasetonowy strop oraz część wyposażenia wnętrza pochodzą z czasów budowy kościoła.
- Pozostałości (ruiny) budynku zarządcy dawnej kuźnicy w górnej części wsi, zwanej Vyšný Hámor.